# Chambre des députés (monarchie de Juillet)
Pour les autres articles nationaux ou selon les autres juridictions, voir Chambre des députés.
La Chambre des députés (sous la monarchie de Juillet) est le nom porté, en France par la chambre basse du Parlement français élue au suffrage censitaire de 1830 à 1848. Elle porte également ce nom de 1814 à 1830 lors de la Restauration.

## Fonctionnement

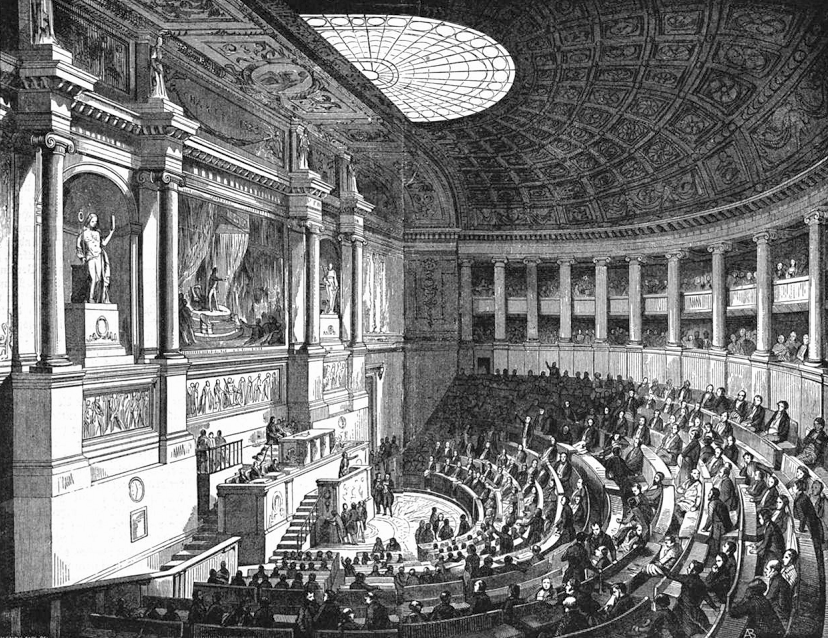
Salle de séances de Chambre des députés en 1843

Cette chambre est toujours élue au suffrage censitaire selon la Charte constitutionnelle du 4 août 1830.
La vie politique de la monarchie de Juillet s'organise autour du clivage à la Chambre des députés qui sépare le parti du « mouvement », progressiste et considérant la Charte de 1830 comme un point de départ, et celui de la « résistance », conservateur et qui n'accepte aucun aménagement supplémentaire. Si les deux partis adverses alternent dans un premier temps au pouvoir, celui-ci est confisqué à partir de 1840 par Guizot et les conservateurs. Depuis 1830, les députés sont élus pour cinq années consécutives ; il suffit d'avoir 30 ans et de payer 500 fr. de contributions. Le roi convoque chaque année la Chambre ; il peut la proroger ou la dissoudre, mais dans ce dernier cas, il doit en convoquer une nouvelle dans l'espace de trois mois. Comme les assemblées des constitutions suivantes, elle siège au palais Bourbon.

## Mentalités à la chambre

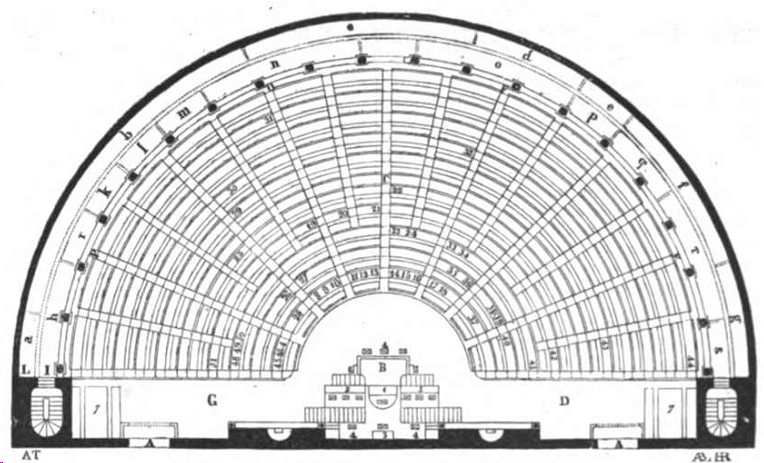
Plan de salle de séances de Chambre des députés

Contrairement aux députés siégeant sous la Restauration, les députés de la monarchie de Juillet se sentent beaucoup plus en sécurité car ils ont le sentiment que ce régime est le leur. En effet, ce sont eux qui ont fait roi Louis-Philippe, symbole du triomphe des idées parlementaires aux dépens des idées du roi. Les parlementaires sont assidus de travail et de conscience législative mais ne voient pas l'instabilité gouvernementale comme un danger, le considérant comme un manège du parlementarisme. Néanmoins, ce jeu parlementaire fait vite oublier aux députés les réalités du pays qu'ils dirigent,.